# Distretto di Waipu
Il distretto di Waipu (外埔區S, Wàipǔ QūP) è un distretto della municipalità di Taichung, situata a Taiwan.